# Cime de la Bonette
Die Cime de la Bonette ist ein 2860 m hoher Berg in den südfranzösischen Alpen. Er markiert die Grenze zwischen den Départements Alpes-Maritimes und Alpes-de-Haute-Provence und liegt im Mercantour-Argentera-Massiv.
Um den Gipfel führt eine gleichnamige Ringstraße, die eine maximale Höhe von 2802 Metern erreicht. Sie stellt den höchsten Punkt dar, der jemals von der Tour de France erreicht wurde.

## Ringstraße
Ausgehend vom 2715 Meter hohen Col de la Bonette führt eine zwei Kilometer lange Ringstraße um die Cime de la Bonette, die eine maximale Höhe von 2802 Metern erreicht. Damit ist sie die nach der österreichischen Ötztaler Gletscherstraße die zweithöchste asphaltierte Straße der Alpen, wobei es sich bei jener nur um eine Sackgasse handelt, die aber eine maximale Höhe von 2829 m ü. A. erreicht.
Ausgeschildert ist die Auffahrt der Ringstraße unter anderem mit „Plus haute route d’Europe“ (deutsch „Höchste Straße Europas“). Die höchste Straße Europas liegt jedoch nicht in den Alpen, sondern führt (als für motorisierte Fahrzeuge nur mit Sondergenehmigung befahrbare Sackgasse) auf den Pico del Veleta in der Sierra Nevada (Spanien).

### Radsport
Die Ringstraße der Cime de la Bonette ist der höchste Punkt, der je von der Tour de France erreicht wurde. Unter dem Namen Col de Restefond wurde hier erstmals im Jahr 1962 eine Bergwertung abgenommen. Heutzutage trägt die Bergwertung den Namen Cime de la Bonette.

## Galerie

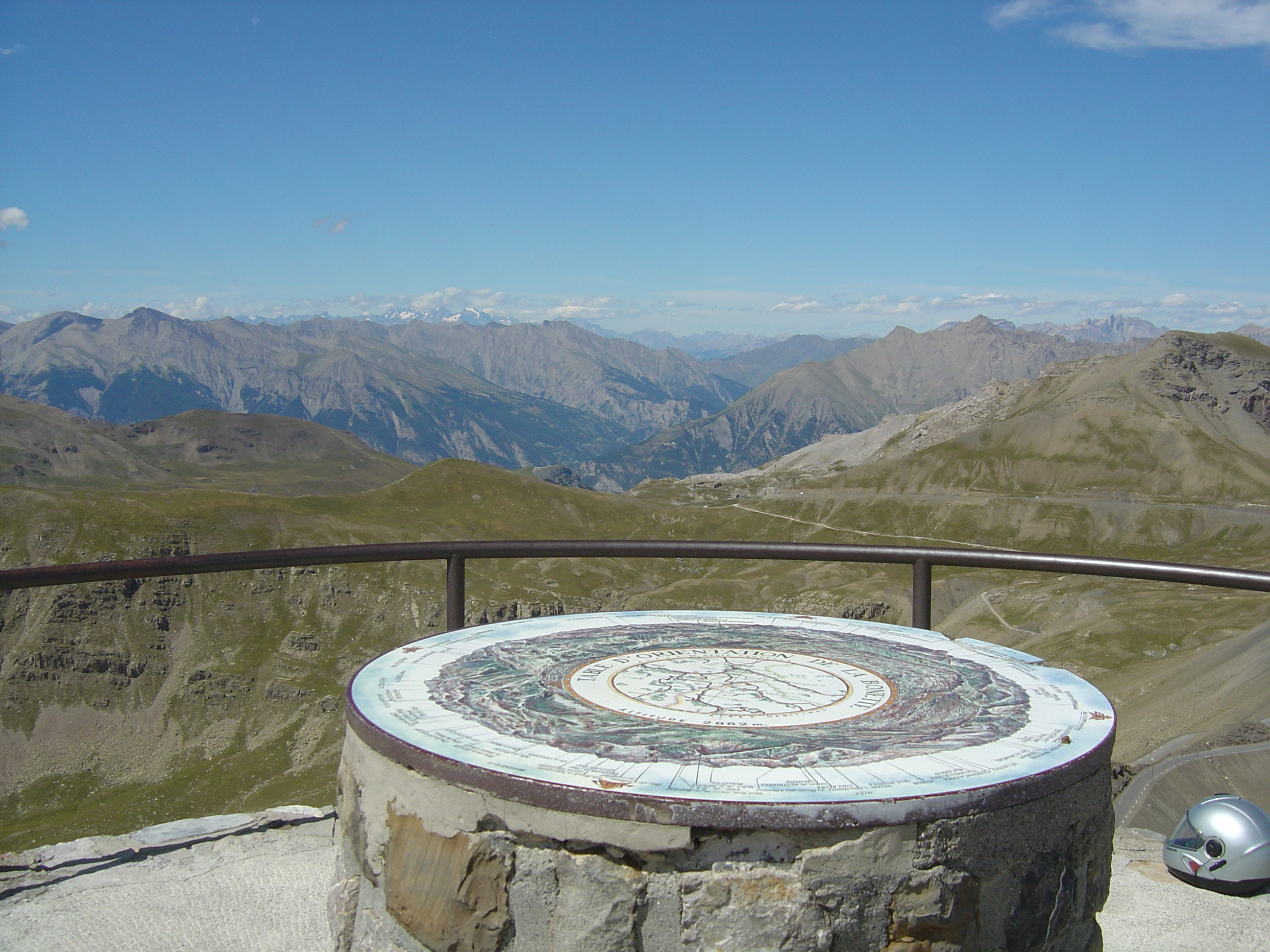
Table d’orientation auf der Cime de la Bonette
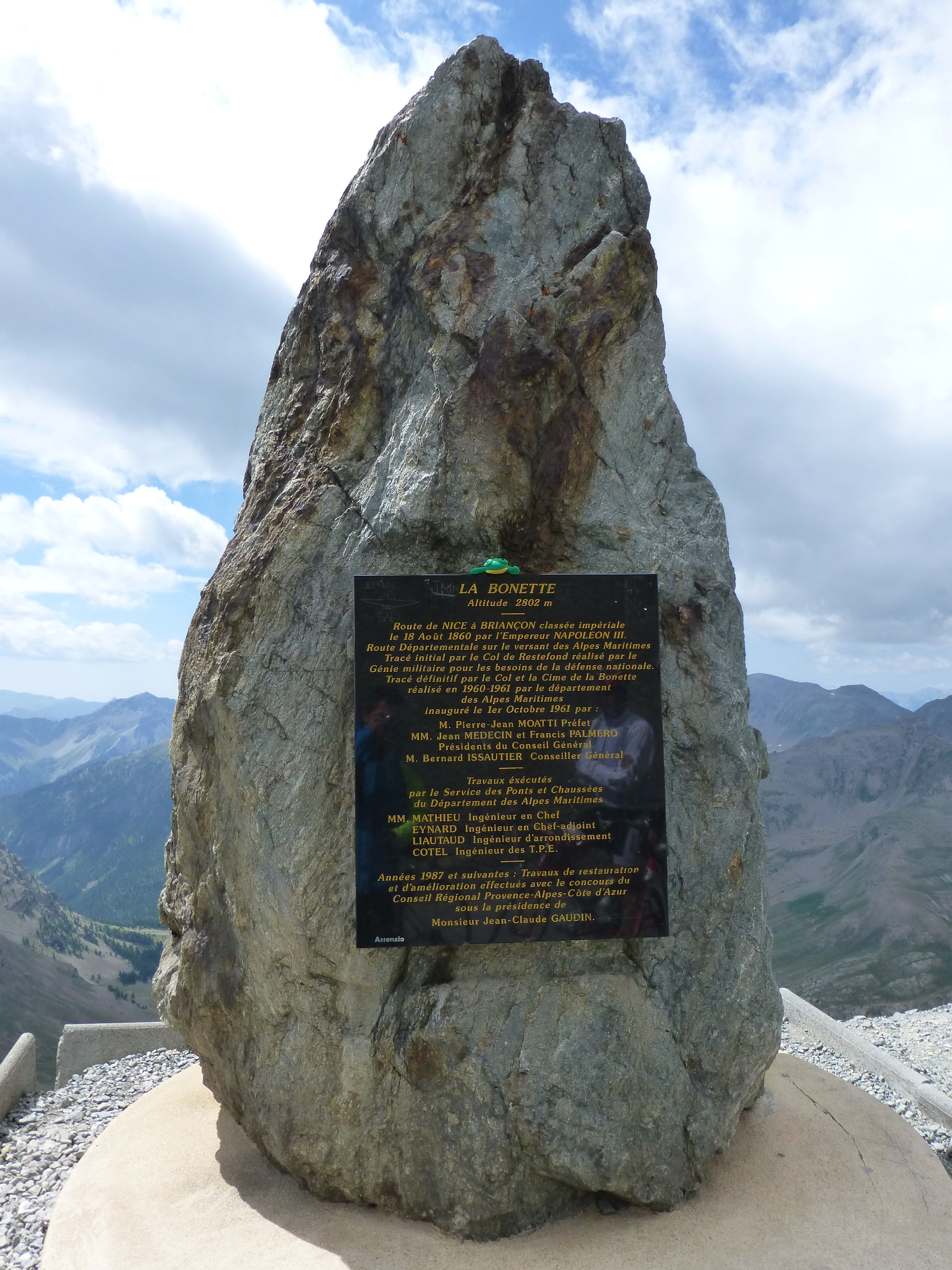
Tafel am höchsten Punkt der Ringstraße